# Pavel Maslov
Bản mẫu:Eastern Slavic name
Pavel Yevgenyevich Maslov (tiếng Nga: Павел Евгеньевич Маслов; sinh ngày 14 tháng 4 năm 2000) là một cầu thủ bóng đá người Nga thi đấu cho FC Tyumen.

## Sự nghiệp câu lạc bộ
Anh có màn ra mắt tại Giải bóng đá Quốc gia Nga cho FC Tyumen vào ngày 16 tháng 3 năm 2016 trong trận đấu với FC Baikal Irkutsk.

## Đời sống cá nhân
Anh là con trai của Yevgeni Maslov.